# Siły Obrony Narodowej
Siły Obrony Narodowej (arab. ‏قوات الدفاع الوطني‎, ang. National Defence Forces), NDF – syryjska ochotnicza formacja samoobrony, utworzona 1 listopada 2012. Została zorganizowana podczas wojny w Syrii, jako ochotnicza rezerwa dla Sił Zbrojnych Syrii.
Siły Obrony Narodowej składają się z jednostek z poszczególnych syryjskich prowincji (muhafaz), a każda z nich składa się z lokalnych ochotników. Każda z prowincjonalnych gałęzi NDF jest dowodzona przez wojskowego oficera.

## Rola w konflikcie w Syrii
Siły Obrony Narodowej działały w roli oddziałów samoobrony, odpierając ataki rebeliantów na bronione przez nie miejscowości, a także wspomagały operacje regularnej armii syryjskiej. Jednostki NDF miały działać głównie na swoim terenie, chociaż ich członkowie mogą również zgłosić się do udziału w regularnych operacjach wojskowych.
Siły Obrony Narodowej zrzeszały 60 000 ludzi w czerwcu 2013 i urosły do 100 000 w sierpniu tegoż roku. W 2015 roku NDF liczyły 90 000 osób w całym kraju, a ich dowódcą był gen.bryg. Hawasz Mohammed.
Oddziały NDF uważano za bardziej zmotywowane i lojalne od zwykłych poborowych. Składały się w większości z alawitów i szyitów, a więc grup szczególnie zagrożonych przez terrorystów.
W styczniu 2013 w szeregach NDF powstał 500-osobowy żeński batalion, zwany „Lwicami”, strzegący punktów kontrolnych w rejonie Himsu. Kobiety zostały przeszkolone w posługiwaniu się kałasznikowem, karabinem maszynowym i granatami.
Okres szkolenia bojownika NDF trwał od 2 tygodni do miesiąca, w zależności od tego, czy dana osoba miała zbyć wyszkolona do podstawowej walki, na snajpera czy zwiadowcę.